# Sophonia unicolor
Sophonia unicolor är en insektsart som beskrevs av Kuoh 1983. Sophonia unicolor ingår i släktet Sophonia och familjen dvärgstritar. Inga underarter finns listade i Catalogue of Life.